# Solenocaulon simplex
Solenocaulon simplex är en korallart som beskrevs av Lars Zakarias Brundin 1896. Solenocaulon simplex ingår i släktet Solenocaulon och familjen Anthothelidae. Inga underarter finns listade i Catalogue of Life.